# Paul Rosenthal
Paul Rosenthal (* 14. Juli 1893 in Berlin; † 22. Juni 1977 in Hannover) war ein deutscher Politiker (NSDAP, FDP) und Mitglied des Niedersächsischen Landtages.

## Leben
Nach dem Besuch der Volksschule absolvierte Rosenthal drei Jahre eine kaufmännische Ausbildung und arbeitete anschließend als Angestellter. Im Ersten Weltkrieg war er in den Jahren 1915 bis 1918 Kriegsteilnehmer mit Einsatz in Russland und Frankreich. Nach Kriegsende verdingte er sich ab 1920 als selbstständiger Großhändler für Tabakwaren. Er übernahm im Mittelstandsausschuss Groß-Berlin den stellvertretenden Vorsitz und trat im Jahr 1928 in die Deutsche Demokratische Partei ein.
Als Mitglied der Deutschen Staatspartei kandidierte für diese für die Berliner Stadtverordnetenversammlung und für den Preußischen Landtag. Seit dem Jahr 1930 arbeitete er auch als vereidigter Sachverständiger für Umsatzsteuerfragen. Er war in verschiedenen kaufmännischen Verbänden aktiv, so war er Mitglied der Berliner Handelskammer, er übernahm den Vorsitz des Berliner Tabakwarengroßhandels und den stellvertretenden Vorsitz im Verein des Zentralverbandes Deutscher Großhändler der Tabakbranche. Zum 1. Mai 1933 trat er der NSDAP bei (Mitgliedsnummer 3.076.648). In der Partei bekleidete er das Amt eines Politischen Leiters.
Ab 1945 arbeitete er als Angestellter. Am 15. Februar 1950 wurde er in der Sowjetischen Besatzungszone als Belasteter nach Kontrollratsdirektive 38 zu einem Jahr Gefängnis als Sühnemaßnahmen verurteilt. Die Reststrafe wurde ihm jedoch per SMAD-Befehl 43 erlassen, so dass er noch 1950 entlassen wurde. Von 1950 ab arbeitete er dann als Geschäftsführer bei der Tabakwaren-Großhandelskontor GmbH. Im Jahr 1952 trat Rosenthal in die FDP ein; er wurde im FDP-Kreisverband Hannover-Stadt Schatzmeister und im FDP-Bezirksverband Groß-Hannover Mitglied des Vorstandes und Schatzmeister. 
Vom 6. Mai 1955 bis zum 5. Mai 1959 war Paul Rosenthal Mitglied des Niedersächsischen Landtages (3. Wahlperiode).